# Pedro de Valdivia
Pedro de Valdivia (Ekstremadura, oko 1500. – Tucapel, 25. prosinca 1553. ili siječanj 1554.), španjolski konkvistador i prvi kraljevski guverner u Čileu. Nakon što je služio španjolsku vojsku u Italiji i Flandriji, godine 1534. poslan je u Južnu Ameriku gdje je služio kao poručnik Francisca Pizarra. Godine 1540. vodio je ekspediciju od 150 Španjolaca u Čile gdje je porazio veliku vojsku Indijanaca, a sljedeće godine osnovao je Santiago de Chile (danas glavni grad Čilea). Pet godina kasnije proširio je španjolske granice do rijeke Biobío, ponovo ratovao u Peruu (1546. – 1548.), te se 1549. vratio u Čile kao kraljevski guverner. Godinu kasnije krenuo je s osvajanjem južno od rijeke Bio Bio i osnovao grad Concepción te La Imperial 1552. godine. Smrtno je stradao 1553. ili 1554. godine u sukobu s indijanskim Araukancima. Po Pedru de Valdiviji imenovan je čileanski grad Valdivia.

## Vanjske poveznice
- (engl.) Britannica. 2012. Pedro de Valdivia. Encyclopædia Britannica. Encyclopædia Britannica, Inc.. Chicago, Illinois. ISBN 9781593393106. OCLC 71783328